# Авалиани, Дмитрий Евгеньевич
Дми́трий Евге́ньевич Авалиа́ни (6 августа 1938 — 19 декабря 2003) — русский поэт, палиндромист.

## Биография
Родился в Москве в семье книжного графика Евгения Авалиани (погиб в 1941 г. в Московском ополчении). Окончив кафедру экономической географии СССР географического факультета МГУ, долгое время работал по специальности, затем, в связи с обострением болезни Бехтерева, — сторожем.
В конце 60-х — начале 70-х примыкал к московской литературной группе Иоффе-Сабурова, которая существовала около десяти лет как общность авторов, очень разных, но близких в основных творческих позициях. Вошёл в число авторов первого и единственного номера самиздатского журнала «Литературный вестник», составленного в 1969 году, наряду с Айзенбергом, Иоффе, Маковским, Сабуровым, Шленовым. Работал во многих жанрах, в том числе палиндрома и визуальной поэзии. Не публиковался до 1992 г., с 1995 по 2000 гг. выпустил четыре книги стихов и других экспериментальных текстов.
Погиб под колёсами автомобиля. Похоронен на Переделкинском кладбище.

## Творчество
Стихи Авалиани сочетают лёгкость звучания и изящество фразировки с герметичной образностью, следуя лирике Мандельштама начала 1930-х годов. Однако наибольшее признание Авалиани принесли не они. Прежде всего, наряду с Владимиром Гершуни, Еленой Кацюбой и, несколько ранее, Николаем Ладыгиным, Авалиани является основоположником современного русского палиндрома. Исключительный вклад внесён Авалиани и в развитие русской визуальной поэзии: он изобрёл (независимо от более ранних англоязычных прецедентов) и довёл до совершенства своеобразную поэтическую форму, получившую название листовертень — текст небольшого размера (от одного слова до нескольких строк), выписанный таким образом, чтобы при переворачивании (на 180°, реже на 90°) читался уже другой текст (в отдельных случаях тот же самый, иногда два прочтения составляют вместе рифмованное двустишие или четверостишие). Как отмечал Дмитрий Кузьмин,
твёрдо знаю, что в школьной программе должен быть ныне здравствующий поэт Дмитрий Евгеньевич Авалиани со своими листовертнями, потому что эти маленькие мультики, герои которых — слова, блистательно решают задачу одомашнивания слова, его приручения в игре, при сохранении за ним полновесного экзистенциального содержания.
Авалиани также развил и превратил в особую литературную форму панторифмы и анаграммы, экспериментировал с некоторыми другими редкими и трудными приёмами стихосложения.

## Труды
- Пламя в пурге: Стихи, палиндромы, анаграммы, листовертни. — М.: АРГО-РИСК, 1995.
- Иллюстрации к книге Олега Дарка. Трилогия. Рассказы. — М.: Руслан Элинин, АРГО-РИСК, 1996.
- Улитка на склоне: Стихи, палиндромы, анаграммы, граффити. — М.: Эпифания, 1997.
- Иной реестр: Стихи, палиндромы, анаграммы, листовертни. — М.: А и Б, 1997.
- Лазурные кувшины: Стихотворения. — СПб.: Изд-во Ивана Лимбаха, 2000.
- Я ящерка ютящейся эпохи. — CD в серии «Новая поэзия в контексте новой музыки» (декламация автора, музыка Антона Веберна).
- Консультант «Антологии русского палиндрома, комбинаторной и рукописной поэзии», М.: Гелиос АРВ, 2002 год.
- Батумская кофемолка. Книжка для Алисы. — М.: Изд-во В.Гоппе, 2008.
- Дивносинее сновидение. — М.: Самокат, 2011.
- Комбинаторные произведения Дмитрия Авалиани, цитируемые в книге «Сергей Федин. Лучшие игры со словами. — Москва: Рольф, 1999. — 256 с. - ISBN 5-7836-0178-0.»

## Память
- 6 августа 2019 года в Москве, в Культурном центре академика Д. С. Лихачева, состоялся первый Фестиваль Литературного Эксперимента. Дата проведения фестиваля была выбрана неслучайно —  6 августа родились литераторы Дмитрий Авалиани, Георгий Спешнев и Владимир Бурич, каждый из которых своими литературными экспериментами расширил представления о стиле, форме и языке[5][6].